# Eloeninocultuur
De Eloeninocultuur (Russisch: Елунинская культура) is een bronstijd-cultuur van veehouders in het steppe- en bossteppe-gebied aan de bovenloop van Ob en Irtysj in het Altaj-voorgebergte in Siberië. De cultuur ontwikkelde zich op basis van de lokale kopertijd-Bolsjemyscultuur, en is gedateerd rond 2300-1700 v.Chr.
De cultuur is vernoemd naar een grafveld bij de nederzetting Eloenino nabij Barnaoel.

## Ontstaan
De cultuur werd gevormd door de wisselwerking van europide immigranten, die een traditie van bronsbewerking en geavanceerde veehouderij meebrachten, met de lokale bevolking van een europide-Oost-Aziatisch overgangstype.

## Materiële cultuur
De archeologische monumenten van deze vroege en gevorderde bronsproducerende cultuur omvatten meer dan 50 nederzettingen en grafvelden met vlakgraven zonder grafheuvels. 
De nederzettingen bestonden uit gedeeltelijk in de grond verdiepte woningen met een oppervlakte tot 17 m².
De doden werden in gehurkte positie begraven (hurkgraf), op de linkerzijde met gebogen knieën en de handen aan het gezicht, het lichaam besprenkeld met rode oker. Men vindt vooral enkelgraven, zelden dubbele of collectieve graven. Grafgiften omvatten aardewerk, gereedschappen en wapens gemaakt van steen, been en brons. Men vindt soms restanten van vee. In het late stadium van de cultuur ging men over tot crematie.
Het aardewerk omvat vaten met platte bodem, versierd met dichte rijen van gekamde decoraties. Uit steen vervaardigde men pijlpunten, harpoenen, messen en gepolijste stenen bijlen. Ook werden pijlpunten van bot gemaakt. Gevonden bronzen gereedschappen en wapens van een Sejma-Toerbino-type omvatten messen, bijlen, speerpunten en gietvormen.
De basis van de economie was veeteelt, waarbij de paardenfokkerij een belangrijke rol innam. Er zijn in één enkele nederzetting tienduizenden botten en botfragmenten gevonden. De veestapel bestond uit 60% schapen, 25% paarden en 15% runderen. Men jaagde op grote dieren zoals elanden. Een belangrijke plaats nam de visvangst met behulp van netten in.

## Relatie met andere culturen
De stammen van de Eloeninocultuur waren samen met de Krotovo- en Loginovo-culturen betrokken bij de vorming van het Sejma-Toerbino-complex van bronzen werktuigen en wapens, en hoogontwikkelde bronsgiettechnologie. Aardewerk van de Eloeninocultuur gevonden in het noordelijke verspreidingsgebied van de Xemirxekcultuur, de gelijkenis in siervoorwerpen van lood en brons en het verschijnen van voor de Eloeninocultuur typerende beenderen slagwerktuigen in Xemirxekgraven tonen culturele contacten tussen beide culturen. Ook het Europese element in de Eloeninocultuur kan in verband gebracht worden met naar het noorden trekkende mensen van de Xemirxekcultuur.